# Wilhelm Roscher
Pour les articles homonymes, voir Roscher.
Georg Friedrich Wilhelm Roscher, né le 21 octobre 1817 à Hanovre et mort le 4 juin 1894 à Leipzig, est un historien et économiste prussien. Il est connu pour être le fondateur de l'historicisme économique.

## Biographie
Roscher descend d'une famille de fonctionnaires hanovriens dont les membres servent depuis des générations dans l'administration civile et militaire. Son père qui a occupé en dernier lieu le poste de conseiller supérieur de justice au ministère de la Justice de Hanovre meurt en 1837. Roscher fréquente le Lyceum de Hanovre dirigé à l'époque par Georg Friedrich Grotefend, l'un des précurseurs dans le déchiffrage du cunéiforme. Roscher quitte cependant le lycée dès 1835 pour étudier les sciences de l'antiquité et de l'histoire à l'université de Göttingen où il intègre le Corps Hannovera. Il est alors l'élève des historiens Friedrich Christoph Dahlmann, Georg Gottfried Gervinus et Karl Otfried Müller.
Le 10 septembre 1838, il passe sa thèse de doctorat intitulée « De historicae doctrinae apud sophistas maiores vestigiis » (Des traces de l'enseignement historique chez les sophistes anciens). Il poursuit ses études auprès des historiens August Böckh et Leopold von Ranke à Berlin. C'est là qu'il travaille au séminaire d'histoire de Ranke. En 1840, il est agrégé en histoire et en sciences de l'État à l'université de Göttingen. Dès 1843, il est nommé professeur  puis professeur ordinaire l'année suivante. 
Il ne donne qu'un cours d'histoire au premier semestre sur l'art historique d'après Thucydide. Il publie le résultat de ses recherches sur l'historien antique grec dans un ouvrage qui parait en 1842 : Leben, Werk und Zeitalter des Thukydides. Il se tourne vers les sciences de l'État et donne des conférences à partir de 1845 sur l'économie nationale, l'histoire des théories politiques, de la politique, de la statistique et des finances.

## Œuvres
- vol. i., Die Grundlagen der National Ökonomie, 1854 (trans. by JJ Lalor, Principles of Political Economy, Chicago, 1878) (Volume One, Volume Two)
- vol. ii., Die Nationalökonomik des Ackerbaues und der verwandten Urproduktionen, 1859
- vol. iii., Die Nationalökonomik des Handels und Gewerbfleisses, 1881
- vol. iv., System der Finanzwissenschaft, 1886
- vol. v., System der Armenpfiege und Armenpolitik, 1894

### Traductions en français
- Nouveaux principes d'économie politique v2, 1819
- Economie Industrielle
- Du Commerce des grains et des mesures à prendre en cas de cherté, par... Guillaume Roscher,... Traduit de l'allemand... et annoté par Maurice Block, 1854
- Essai sur la politique et la statistique des différents systèmes de culture, 1855
- Recherches sur divers sujets d'économie politique, Guillaumin, 1872